# フリオ・セサル・エンシソ (2004年生のサッカー選手)
フリオ・セサル・エンシソ・エスピノーラ（Julio César Enciso Espínola, 2004年1月23日 - ）は、パラグアイ・カアグアス県カアグアス出身のサッカー選手。プレミアリーグ・イプスウィッチ・タウンFC所属。パラグアイ代表。ポジションはMF。

## クラブ経歴
2019年に15歳でクラブ・リベルタのトップチームに昇格。3月17日のCDサンタニ戦で、後半途中に起用され、15歳2ヶ月の若さでプロデビュー。2020年9月27日のスポルティボ・サン・ロレンソ戦でプロ初ゴールを記録。
2022年6月17日、ブライトン・アンド・ホーヴ・アルビオンFCと4年契約を締結したことが発表された。翌年8月11日、背番号が「20」から「10」に変更される事が発表された。
2025年1月23日、イプスウィッチ・タウンと半年契約でレンタル移籍をすることが発表された。

## 代表経歴
2021年5月に2022 FIFAワールドカップ・南米予選に向けたパラグアイ代表に17歳で初招集。続くコパ・アメリカ2021にも招集され、グループリーグ戦のボリビア戦で、フル代表デビューを果たした。

## エピソード
- 破天荒な性格でブライトン時代のニューカッスル戦ではパラグアイ代表の先輩ミゲル・アルミロンと喧嘩した事がある[6]。
- イプスウィッチ・タウンFC時代にはリヴァプール戦で日本代表の遠藤航にアフターチャージで飛び膝蹴りをしたにも関わらず警告で済んだ運の良さもある[7]。

## タイトル
クラブ・リベルタ
- リーガ・パラグアージャ：2021アペルトゥーラ
- コパ・パラグアイ：2019